# 고슴도치 (드라마)
《고슴도치》는 2001년 4월 6일에 MBC에서 방영한 베스트극장이다.

## 등장 인물

### 주요 인물
- 김일우 : 헌제 역
- 조하나 : 명신 역

### 그 외 인물
- 남능미
- 주용만
- 양동재 : 세진 역
- 고정민 : 연화 역
- 홍은비 : 헌제의 딸 역